# Jaroslav Brabec (politik)
Jaroslav Brabec (28. července 1869 Karlín – 29. ledna 1930 Praha-Karlín) byl český a československý právník a politik, člen staročeské strany, poslanec Revolučního národního shromáždění za Českou státoprávní demokracii, respektive za z ní vzniklou Československou národní demokracii, později senátor.

## Biografie
Pocházel z vlivné karlínské rodiny, jeho otec se do Karlína přistěhoval z Kutné Hory. Jaroslav vystudoval práva na Univerzitě Karlově v Praze a nastoupil do advokacie.
Počátkem 20. století se stal samostatným advokátem. Politickou angažovanost začal jako jednatel staročeského klubu v Karlíně. V roce 1902 byl zvolen do obecního zastupitelstva v Karlíně a zároveň usedl do městské rady jako náměstek starosty. V roce 1910 byl zvolen starostou Karlína. Funkci zastával až do doby krátce po vzniku republiky. Byl zároveň členem okresního výboru v Karlíně, náměstkem okresního starosty, členem okresní školní rady a ředitelství Občanské záložny v Karlíně. Podílel se na vzniku podniku Středočeské elektrárny. Byl revizorem a později i ředitelem karlínské Občanské záložny.
Během první světové války se začal vymezovat proti prorakouskému aktivismu staročeské strany. V březnu 1918 vedl skupinu staročechů, kteří se proto připojili k České státoprávní demokracii a v jejím rámci později vplynuli do Československé národní demokracie. Byl místopředsedou České státoprávní demokracie. V době konce Rakouska-Uherska byl členem Národního výboru.
V letech 1918–1920 zasedal v Revolučním národním shromáždění. V tomto zákonodárném sboru reprezentoval Českou státoprávní demokracii, později přetvořenou v národní demokracii. Byl profesí advokátem. Byl zde zpravodajem pro přípravu nového zákona o volebním řádu do obecních zastupitelstev. Podílel se i na legislativě související se vznikem Velké Prahy.
Později, po volbách v roce 1920, zasedal v senátu a mandát senátora obhájil i ve volbách v roce 1925. Byl místopředsedou senátu.
Zemřel náhle na záchvat mozkové mrtvice v lednu 1930 ve svém bytě v Praze-Karlíně. Pohřeb byl ohlášen na 1. února 1930 z kostela svatého Cyrila a Metoděje v Karlíně do rodinné hrobky na Olšanských hřbitovech.